# Salmivaara
Salmivaara este o arie protejată (arie specială de conservare — SAC, sit de importanță comunitară — SCI) din Finlanda întinsă pe o suprafață de 84 ha, integral pe uscat.

## Localizare
Centrul sitului Salmivaara este situat la coordonatele 63°52′02″N 29°26′57″E / 63.8672°N 29.4492°E.

## Înființare
Situl Salmivaara a fost declarat sit de importanță comunitară în august 1998 pentru a proteja 1 specie de animale. Situl a fost protejat și ca arie specială de conservare în aprilie 2015.

## Biodiversitate
Situată în ecoregiunea boreală, aria protejată conține 6 habitate naturale: Lacuri și iazuri distrofice naturale, Mlaștini turboase de tranziție și turbării mișcătoare, Turbării Aapa, Pante stâncoase silicioase cu vegetație casmofită, Taiga vestică, Mlaștini împădurite.
La baza desemnării sitului se află o specie protejată de  mamifere: veveriță zburătoare siberiană (Pteromys volans).
Pe lângă speciile protejate, pe teritoriul sitului au mai fost identificate 1 specie de plante, 2 specii de păsări, 1 specie de mamifere.